# Mark Liberman
Mark Liberman es un lingüista estadounidense. Tiene un doble nombramiento en la Universidad de Pensilvania, como profesor de Fonética en el Departamento de Lingüística, y como profesor en el Departamento de Ciencias de Computación e Información. Es el fundador y director del Consorcio de Datos Lingüísticos (Linguistic Data Consortium).
Liberman estudió en el Colegio Harvard, pero no se graduó. Después de dos años de servicio en el Ejército de los Estados Unidos en Vietnam entró en la escuela de lingüística del MIT, donde recibió su maestría y, en 1975, su PhD. Desde 1975 hasta 1990 fue miembro del Personal Técnico de los Laboratorios Bell.
Los principales intereses en la investigación de Liberman incluyen la fonética, la prosodia y otros aspectos de habla. Su investigación es conducida frecuentemente a través de análisis computacionales de corpus lingüísticos.
Liberman es también el fundador (y frecuente colaborador) del blog Language Log, un blog con una amplia colaboración de lingüistas profesionales. El concepto de eggcorn (refiriéndose a la sustitución idiosincrática de una frase o una palabra por otra que suena similar o idéntica en el dialecto del hablante. La nueva frase presenta un significado diferente al original, pero que es plausible en el mismo contexto) fue propuesto por primera vez en uno de sus artículos.
Liberman es el hijo de los psicólogos Alvin Liberman e Isabelle Liberman, ambos fallecidos.